# 洛克人進行曲
『洛克人進行曲』（ロックマンメガミックスROCKMAN MEGAMIX）、是有賀等的日本漫畫作品。曾在講談社的『Comic BomBom』增刊號連載，為洛克人系列的漫畫作品之一，舊版的中文版本則由青文出版社在台灣代理發行。

## 概要

舊版日文封面

與原作不同的是，故事內容大多為各代遊戲故事的後續，大多為數個月或數年後的故事舞台，皆為有賀等獨自解析的世界觀，就連多數角色造型也會與原作有所差異。故事類似於『原子小金剛』中描寫機器人的存在意義，故事內容大多比較沉重。
2008年10月10日，《洛克人9：野心的復活!!遊戲原聲專輯》中揭露了有賀等將重新繪製洛克人的消息。2009年5月26日發售復刻版，除了加入洛克人-聯合陣線大作戰所收錄的內容外，並將部分舊有的篇章重新繪製並加強，且加入新繪製的故事。

## 故事
洛克人誕生
新版篇章之一。收錄於新版單行本第一集。
取材自『洛克人 (1987年游戏)』第一代的作品。敘述萊德博士製造了家用機器人洛克與蘿露，在日本過著和平的生活。但在某一日，萊特博士製造的六具工業用機器人突然間爆走，並大肆破壞街道。
洛克因為看到自己的兄弟們作亂，所以要求萊特博士將自己改造成戰鬥用機器人，新的戰鬥機器人-洛克人自此誕生。
R破壞指令
改編自舊版『洛克人-聯合陣線大作戰』收錄的『破壞指令』，為重新繪製的故事。
在一代的故事結束之後，在之前因被威利博士控制的萊德編號機器人們面臨了被分解處分的命令。無法接受這個決定的洛克，決定隻身一人前往機器人分解場拯救自己的兄弟們，這時威利博士旗下的編號機器人在此現身，阻擋在洛克人面前。
另一方面，威利編號機器人之一的木頭人出現在機器人分解場，並向即將被廢棄的萊德編號機器人們提出了加入威利博士麾下的邀請。
金屬之心
舊版收錄於洛克人-聯合陣線大作戰，新版則收錄於收錄於新版第一卷。
在萊德博士與洛克參與第三代電腦-Mother的就任儀式時、卻出現一個巨大的機器人在機器人在街道上破壞，而洛克人前往查看時，卻發現第三代的威利編號機器人們在與這個巨大機器人苦戰，而威利編號機器人們們提出了與洛克人合作調查這個機器人的意見，而隨著調查的發展卻有意想不到的發現。
復活的死神
收錄於舊版單行本第一集、新版則收錄至單行本第二集。
故事發生在洛克人4：新的野心！！中柯薩克事件的幾年後、柯薩克博士在節目中談論自己的新書「人類與機器人的未來」銷售1000萬本的心得時，一名包著黑斗篷的神祕男子突然闖入攝影棚，並擄走了柯薩克博士。同一時間，柯薩克編號機器人中的圓環人傷痕累累的出現在萊德博士的家中，並向洛克人求救。
而當洛克變身前往柯薩克博士的研究所時，卻發現研究所已經被破壞殆盡。
戰士的假日
收錄於舊版單行本第一集、新版則收錄至單行本第二集。。
在某天的黃昏時間，工作結束準備回家的剪刀人一夥人目睹了威利的機器人搶劫，當一夥人要見義勇為的阻止時，突然一個穿著黑色大衣的將搶劫的機器人輕鬆解決，這時出現了另一個黑色的機器人像這名黑衣男子提出挑戰，但黑衣男子拒絕後便離開了現場。
數日後，洛克一夥人來到一遊樂園來遊玩，但竟然在此遇見了自稱打工戰隊的威利編號機器人們在遊樂園打工。
而劇中剪刀人所提到萊特博士沒有一起跟來的原因，是為了製作「要保留至未來的遺產」，而此物可能為之後洛克人X的艾克斯。
最強之爭
收錄於舊版單行本第一集、新版則收錄至單行本第二集。
在某日黃昏時段的商店街中，蘿露被威利旗下的黑暗人一夥追逐，這時佛魯迪出現，將這些機器人破壞並將蘿露擄走，並放話要洛克人出來與之決戰。
史上最強的敵人
收錄於舊版單行本第二集、新版則收錄至單行本第二集。
在威利博士多次發動的戰爭後，「世界機器人聯盟」成立。第一年「機器人競賽大會」中，會場中其中八具機器人開始暴動，這時大會的主辦人「X先生」竟宣稱會場中八具機器人以納入麾下，而洛克人再次出擊停止這計劃，最後發現又是威利的陰謀，而就在威利發現洛克人攻擊自己的分身竟毫無表情時，似乎又想到了甚麼陰謀。
而洛克人回歸後，卻發出了要消滅人類，並對全人類宣戰的宣言。
為了誰
收錄於洛克人9：野心的復活!!遊戲原聲專輯中的小冊漫畫。
世界機器人聯盟公布了新的法律，規定新的機器人並須加入使用年限，縱使萊德博士反對，但法案依舊被執行，目睹此事的萊德與洛克也只能無奈的接受。
而在某天晚上，威利出現在堆放廢棄機器人的垃圾場，並喚醒了其中萊特製造的八具新型機器人，這群機器人為了報復人類便開始大肆破壞街道，身為製造著的萊特博士也因此抗議甚至被捕，臨走前還不忘提醒洛克不要再戰鬥，而當剪刀人等人以為這些機器人是被控制而暴走，正與其作戰時，卻聽到他們自稱暴走是出自自己的意願，且以新型機器人的壓倒型戰力完敗了剪刀人一夥，而剪刀人在倒下前也從這幾具機器人的眼神中看見了一股莫名的哀傷感。

## 登場人物
本條目介紹人物皆為此漫畫版本，與遊戲內的人物設定稍有不同

### 萊特編號
萊特博士製造的機器人們，英文代號為Dr.Right Numbers，簡寫為DRN，除蘿露外均有戰鬥用的潛能。在「洛克人誕生」中包含剪刀人在內的六具機器人都是設定第一次和洛克及蘿露見面。
DRN.001洛克人/洛克(ロックマン/ロック）
戰鬥用機器人（洛克人）兼家用機器人（洛克）。「洛克人進行曲」及原作洛克人元祖系列的主角。最初是家用機器人，在「洛克人誕生」中因為看到自己的機器兄弟們在大肆破壞街道，所以要求萊特博士將自己改造成戰鬥用機器人。
主要武器為將太陽能壓縮發射的「洛克砲」，之後升級為可以將能量儲蓄更大在釋放攻擊的「超級洛克砲」。而內建的「武器轉換系統」則是在掃描得到特定機器人的武裝後，可以變為自身的武裝之一。
沒有戰鬥時是一般少年型家用機器人，而包含萊特在內的家人稱呼其為洛克。
萊特博士以「如同孩子般的協助家事，能夠分攤生活中的工作任務，而不是當成寵物機器人賞玩」的理念所製造，被與蘿露同樣被萊特當作自己的親生兒女，平時主要與蘿露共同分擔家事。
雖然原本設計時不是戰鬥型機器人，但其實有著作為戰鬥用機器人的潛力，經改造後數度破壞了威利博士的陰謀。
個性溫柔且與世無爭，雖然對世界的和平有很多疑問，但還是把守護世界和平當作自己的使命，必要時可以為了對方犧牲自己，這種精神甚至讓威利旗下的部分機器人感到佩服。
『洛克人Gigamix』中出現跟萊西的和體型型態「超級洛克人」，可以飛行和使用「超級洛克飛拳」來進行攻擊。
在『洛克人Gigamix』收錄的「光明的未來」中，被宇宙破壞者之一的亞斯以特殊武器「閃光追跡」射穿電子頭腦，陷入危險狀態。在失去意識時聽到了迪歐的的提問，以及剪刀人提供電子頭腦相連搶救而甦醒。隨後搭乘威利的史卡提衛星出擊，打敗了亞斯和丘比特，之後在全地球人類與機器人的呼喊聲與太陽神決鬥並獲得勝利，拯救了地球。
DRN.002蘿露(ロール）
少女型家用機器人，身分如同洛克的妹妹。興趣是料理，夢想是成為護士。
與洛克為相同理念所製造，萊特家的家務幾乎都是她一手包辦，不喜歡其他人妨礙到她做家事。
比起其他萊特編號機器人有著更為優秀的電子頭腦，可儲存的記憶容量遠比他們來的更多，這個設定在本作的「金屬之心」及『洛克人Gigamix』中的「光明的未來」中得到了有效的活用。
個性溫柔，曾為了救差點凍死的卡琳卡而讓自身的動力爐過熱，可以為了別人犧牲自己。『洛克人Gigamix』的「暗黑之月」中、面對使用壓倒性力量讓地球所有機器人無力招架的太空破壞者們、仍挺身為出保護萊特博士與威利博士，讓陰影人也不得不佩服她的堅強。
『洛克人Gigamix』中的「熱火輪」中，為了向洛克證明自己的力量，私下與卡琳卡製造賽車「POP比特號」，瞞著萊特博士參加「戰鬥賽車」。
「光明的未來」中因看到洛克的電子頭腦被射穿，承受不住打擊而當場昏厥。在昏迷的期間，剪刀人為了讓她與洛克甦醒而自願提供電子頭腦的資料，將資料複製進蘿露頭腦中並未使用的空間使其醒來，所以在醒來之後，就有了剪刀人的人格和說話語氣。在事件結束後換上了洛克人8:金屬英雄們中的服裝。
DRN.000布魯斯（ブルース）
萊德博士在創造洛克之前所做的試作機器人，也是世界上最早擁有「心」的機器人，名稱是萊特博士參考藍調這個詞所取的。平常暗中活躍在洛克人一夥的周圍，大多都把自己的眼睛遮住。
是第一個能夠自行對事物做出判斷而自行行動，而不是像過去只是單純依照人類的指示的機器人。
在『洛克人Gigamix』的「小行星藍調」登場，因自己的意志而離開萊特博士，與洛克人3，被威利撿回修復後改造成戰鬥用機器人，作為用來拿取小行星α上能源礦的其中一名機器人，雖然戰鬥力不俗但動力爐有嚴重缺陷。在故事中有著回想自己誕生時萊特博士用音樂用語藍調作為他名子的畫面。因為身上使用著與宇宙破壞者相同的能源，所以在宇宙破壞者動力產生共鳴，使得疼痛的情況更加惡化。
使用武裝為類似洛克人與佛魯迪所用武裝的「布魯斯砲」，以及可以防禦多數攻擊的「布魯斯盾」，其搭載了渦輪系統，可以飛出大氣層戰鬥。
動力爐有嚴重的缺陷，常因為動力爐而感受到劇烈的疼痛，也常自行找尋零件更換。
沒有戰鬥時則是穿著黑色大衣，與常人無異，為本作的獨自設定。
被製造出來第一個聽到的聲音為藍調的樂曲，所以常吹著那首樂曲的口哨聲。
2009年版的「金屬之心」完全沒有登場，只有出現名為破壞者的稱呼。
『Gigamix』的最後在被影子人救助後捨身挑戰宇宙破壞者，生死不明。後來威利從星星人那裡取得了星星人撿到的布魯斯的頭盔，並把它寄給萊德博士，並對萊德博士表示「很遺憾，但我只能做到這樣。」

#### First Numbers
『洛克人 (1987年游戏)』的頭目們。皆為工業用機器人，都擁有身為戰鬥用機器人的實力，曾被威利控制以作為第一次征服世界的跳板。解除控制之後居住在萊特博士的研究所兼住宅中，除平日工作外也會與洛克人依同維護和平。
DRN.003剪刀人（カットマン）
森林伐木用機器人，也有在進行木材加工的工作。
除外表之外的其他部分與洛克及蘿露相差無異，三人電子頭腦的構成是彼此相容的，也常和萊西一起玩，甚至可以和萊西合體。
個性正直的江戶之子，討厭做事拐彎抹角，得意招式為鈦陶瓷合金所製作的「迴旋剪刀」，具有高硬度、抗腐蝕、耐高溫等優異特性，其銳利度可以將坦克車甚至是鋼筋水泥製的大樓瞬間砍斷，手上有著止滑裝置來方便握住剪刀。
在萊特編號的工業機器人中是最年長的，且常作為領頭羊的角色，但缺點是作事前常欠缺思考，在優秀的機動力下也暗藏著防禦力脆弱的弱點。
在「洛克人誕生」被威利用晶片控制導致失控，並與洛克人進行了戰鬥，被打倒後脫離了威利的控制，最後在被代理萊特博士的蘿露維修時，因受不了蘿露差勁的維修方式而逃出來向萊特博士求救。
DRN.004力氣人（ガッツマン）
土地開拓作業用機器人。
裝甲覆蓋了鈦陶瓷超合金，有著萊特編號機器人中最驚人的怪力，為了不讓力量無謂地浪費而能準確地傳達，所以身上的動力系統是先組裝起來後再加以穩固地補強的。
因為要對應高出力的動力源，所以身體也相當巨大。身上的超合金可以抵擋住大多數的攻擊，也因為這個特性讓他大多都活躍在工地現場，自稱可以三天內完成一座大樓。
其弱點「高壓炸彈」的造成的連續多段引爆會讓體內的精密電路受損，也成為他最大的弱點。
個性溫厚，有著與體型龐大的身體不相襯的深思個性，在工地的另一個工作就是搜索是否有受傷的機器人。
與剪刀人相同，在「洛克人誕生」被威利控制，並與洛克人進行了戰鬥，之後被打倒並脫離了威利的控制。
DRN.005冰人（アイスマン，青文舊版譯作冰凍人）
南極大陸探查用機器人。現在主要是在冷凍庫等寒冷的地方工作。
為了在低溫下工作而開發的機器人，在體內迴路使用了能減少電力消耗的超導體零件，也因為如此達成了電子迴路的小型化和微量化，身體變得特別嬌小。
雖然如同一位可愛的孩子，卻有著不容忽視的戰鬥能力，能用其武器「冰天箭」把威利旗下的雜兵瞬間結凍，有賀形容「如同阿拉蕾那樣，小小的身體卻有著巨大的力量」。
因為迴路的超導化，若過大電流通過身體時會發生故障，所以對於像閃電光束這種高電流攻擊特別沒有抗力。
個性膽小而且愛哭，在萊特的工業用機器人中有著吉祥物般的存在。本作設定中憧憬著電力人，也曾用冰止住電力人的傷口。
被威利編號中的結凍人視為前輩，並有互通電子郵件。
在「洛克人誕生」被威利控制，作出了看似天真無邪的殘忍破壞行為，之後被打倒並脫離了威利的控制。其弱點「閃電光束」有效的理由是因為會對超傳導的電力迴路產生嚴重的破壞。
DRN.006轟炸人(ボンバーマン）
土地開拓作業用機器人。
能夠使用名為「高壓炸彈」的武器，其炸彈為萊特博士的特殊發明，在炸彈的有效範圍之外，會藉由爆炸時跟著引爆的無數微型炸彈來產生爆風，使得爆破的威力能迅速衰減，經由萊特博士的此項發明能證明「爆炸」這個現象能依據用途來進行適當範圍的控制。
原作取出炸彈的方式不明，本作則是從背後拿出。
個性糊塗莽撞，常會出現驚訝的表情。因為本身的設計也可用於拆除工程，所以常與力氣人合作。與力氣人因為同樣常處於較危險的工作現場，所以本身也有搜索是否有受傷的機器人的機能。
在「洛克人誕生」被威利控制，並與洛克人進行了戰鬥，有著因同伴被打倒而感到憤怒的樣子。
DRN.007火焰人（ファイヤーマン）
廢棄物處理用機器人，除了統率進行作業的機器人部下以外，自己也會參與焚化作業的進行。
本身是使用比熱極高的材質覆蓋身體而成，內側則是覆蓋著斷熱材質，金屬的部份則作為放熱利用，所以幾乎不怕火焰。
兩手配備著可發射7000-8000度火焰的「火焰風暴」，並將目標燃燒殆盡。
個性沉穩，在被警察追擊時依舊能冷靜的分析自身的情況。頭上的火焰的在平日是熄滅的，其性格被稱作「冷靜燃燒而灼熱的火焰」。
手上的火焰噴射器在不用時是可以收起來的，可以換成一般的手，為本作的特有設定。
DRN.008電力人（エレキマン，青文舊版譯作電流人）
核電控制用機器人。
體內搭載強力發電機，所發生大電力能夠造成電磁場使得周圍的空氣離子化而讓電阻下降，另外可以集中能量後再從手指釋放出強烈的電擊招式「閃電光束」。
主要工作於在需要高判斷力的電力控制作業上，在舊有DRN編號的工業用機器人中也是最強的。
雖為工業用機器人，但有著相當強大的攻擊力與行動力，在「R破壊指令」中輕鬆擊敗身為戰鬥用機器人的木頭人這點便可知他的戰鬥能力。
基本上是面無表情的冷酷性格，但在遊樂園時曾出現如同孩子般的一面。

#### 新萊德編號
『洛克人9』的頭目們，萊特博士新設計的一組機器人群，與洛克、蘿露及剪刀人等人為兄弟，但不同的是萊特博士只負責八台機器人的結構與外觀設計，製造則是交付給民間的公司，作為擁有最新技術的工業用機器人，也有著優秀的戰鬥能力。
因為是世界機器人聯盟的新法律的受害者，在受到威利博士的慫恿後群體起來作亂。
DRN.065混泥土人（コンクリートマン）
水壩工程用機器人，擁有著凌駕氣力人的巨大力量，從巨大的身軀中對力氣人訴說著他們的哀傷，身上另寫著DR-CN的編號。
DRN.066龍捲風人（トルネードマン）
在空中氣象調整所工作的機器人。八名機器人的領導人。除了頭及手臂外的其他地方都能迴轉。身上另寫著DR-TN的編號。
DRN.067水花女（スプラッシュウーマン）
海上救難用機器人。與龍捲風人同為八位機器人的中心領袖。武器「雷射三叉戟」的前端可以收納，對前來阻止的剪刀人等人訴說了自己的心聲。身上另寫著DR-SP的編號。
DRN.068插頭人（プラグマン）
電視工廠的監督用機器人。有著比電力人更強勁的電擊。編號為DR-PG。
DRN.069寶石人（ジュエルマン）
礦山寶石研磨用的機器人。手上配備有研磨用的機能。身上另寫著DR-JL的編號。
DRN.070黃蜂人（ホーネットマン）
花園管理用機器人。能操縱名為「追蹤黃蜂」的黃蜂型武器作戰。身上另寫著DR-HT的編號。
DRN.071岩漿人（マグママン）
地熱發電廠的管理機器人。有著將火力人徹底壓倒的強大火力。身上的菱角比原作更加明顯。身上另寫著DR-MG的編號。
DRN.072銀河人（ギャラクシーマン）
宇宙研究所的助手機器人。其武器「銀河黑洞」可以將對方的攻擊加以吸收後消滅。身體形狀如同幽浮，可收起手腳像幽浮般在空中飛行。身上另寫著DR-GX的編號。

### 威利編號
威利博士主要製作來用於征服世界的機器人們，英文編號為Dr.Willy Number，簡寫為DWN（佛魯迪和沃斯則為Special Willy Number，簡寫為SWN）。其中其中First Numbers、Fourth Numbers、Sixth Numbers等機器人隊伍都不是威利所製作。
而這些編號只用於『洛克人Gigamix』登場使用，本作並沒有使用這類編號稱呼，每一台機器人都有著寫著代表威利縮寫的字母W作為標誌。

#### Second Numbers
『洛克人2』的頭目們。
開發目的為「純戰鬥用」的機器人，戰鬥能力與思考能力也比後續的一般威利編號機器人來的優秀，對威利博士也相對的最為忠誠。與原作『洛克人（遊戲）』中是後來製作的相比，在「洛克人誕生」中是以未完成的狀態先行啟動。
DWN.009金屬人（メタルマン）
以剪刀人為藍本所製作的高機動型戰鬥用機器人。
威利博士第一個親自製作人型戰鬥機器人，在威利編號的機器人中最為年長。
對自己身為純戰鬥用機器人感到驕傲，反過來對洛克人這類事後改造成的戰鬥用機器人及剪刀人等工業用機器人感到不屑。
因為在製作時考慮了機動性，所以身體相當輕盈，也因為這樣而犧牲了防禦力，與剪刀人同樣對洛克飛彈的承受力不高，利用身體內部搭載搭載的高精度陀螺儀使其能夠在任何立足點上戰鬥。
武器為與剪刀人的「回旋飛剪」為相同材質製作、連續發射性優秀的「金屬飛刀」，手部也與剪刀人一樣有止滑的設計。
本作對他並無太多的描寫，而在「史上最強之敵」中可以發現他喜愛喝酒。
DWN.010空氣人（エアーマン，青文舊版譯作氣壓人）
空中戰鬥用機器人，在Second Numbers中也是實質上的領導人。
使用武器為｢空氣射手｣，是以白努利定律的理論為基礎使得氣壓差變得更大，在其中心以對稱性來使衝擊波互相加成，讓其風暴威力更加大幅地上升的武器。能把洛克砲的子彈彈開，能跟部下一起造出小型的颱風。
無論是什麼樣的對手都能夠將其吹跑，是一名有著武者精神的豪傑。
DWN.011泡沫人（バブルマン）
水中戰鬥用機器人。
全世界第一台完全水中戰鬥用機器人，沒有加強於陸上戰的設計，而是完全針對對手在水中或至少在水面上時為基礎設計的，在水中戰幾乎是無敵。
對自己的優勢和弱點相當清楚，會利用自己的特性來贏得戰鬥。
在比較好戰的Second Numbers中比較理性。
其武器「泡沫導引」是使用磁場來使得水分子間產生氫而生成巨大的泡沫。當泡沫破裂時之後會短時間內呈現超流體狀態，來侵入對手的裝甲而使動力迴路發生絕緣，而對敵人造成傷害，右腕裝備能夠連射的水槍。
「破壊指令」中是與金屬人等人出現在街道上，在「R破壊指令」中對從海面侵入威利基地的洛克人使用其招式「泡沫引導」和在空中和洛克人纏鬥的熱火人合力攻擊。最後被遭到洛克人踢下海的熱火人燙的慘叫。
DWN.012快速人（クイックマン）
以電力人為藍本所製作的純高速型戰鬥用機器人。
以「自身接近光速」為概念做出的機器人。如同他的名子，能夠瞬間打倒號稱速度如同「電光石火」之稱的電力人、把威利的機器龍砍成兩半，甚至視將剋制自己的閃光人打倒的壓倒性實力，戰鬥能力在威利編號的機器人中名列前茅。
本身的速度實際上只能加速二到四倍，並不是實際快如光速的完美系統，但因為快速人自己的判斷力和攻擊能力，這個系統可說是已經達到了就算說是完成也沒有關係的程度。
與原作遊戲的『洛克人大賽車』中描寫的速度狂樣貌相比，本作反而偏向為冷靜的一匹狼風格戰士。外表冷酷，與渾身是傷的洛克人初次見面時砍掉了他的手，之後也砍傷了電力人，對失去戰鬥力的對手並不會繼續攻擊，也不允許任何人干擾自己與洛克人的對決，在某些場合會對無視威利的命令。
原作遊戲是使用右手的發射器來使用其武器「快速飛鏢」來進行射擊戰，本作則是使用『洛克人大冒險』中所使用的大型迴旋鏢來進行使用斬擊的近距離戰鬥。
在「洛克人誕生」中雖然只有一半的完成度，但其實力卻可以將滿目瘡痍的洛克人瞬間砍下其手臂。
「R破壊指令」中與電力人對峙，並使用壓倒性的速度優勢將其砍傷。之後與洛克人在骷髏衛星上戰鬥，並要分出勝負時被閃光人擋下，但違反他的行事原則，所以將閃光人的手臂砍下作為制裁。之後與洛克人再戰，並以些微差距輸掉、骷髏衛星也被毀。對輸給洛克人這回事並無太大的想法，也沒有後悔的樣子，最後只有靜靜地離去。
在「史上最強之敵」中對洛克人的人類宣戰佈告並無太大反應，只是安靜的佇立在牆邊聆聽。甚至在威利旗下的編號機器人開慶祝會時也不見他參與其中。
DWN.013破壞人（クラッシュマン，青文舊版譯作粉碎人）
以力氣人和轟炸人為藍本製作的重火器特化型戰鬥用機器人。
身上覆蓋可防爆的超合金以及帶有威力凌駕高壓炸彈的武器「破壞爆彈」，由體內發射出來時，原本被折起的炸彈下部分能夠伸直而變形後釘入目標，其炸彈的引信為切換式，可偵測熱源後引爆或是沒有偵測到熱源時遙控引爆。
原作遊戲中的急躁性格不復存在，反而是用冷靜地性格來戰鬥。
與原作不同，雙手、肩膀、頭部和腿部都可以發射破壞爆彈，有著全身都能收納爆彈的設定，藉由強大的火力來攻擊洛克人一夥。可以藉由讓熱火人吃下破壞爆彈來增加原子火焰的威力，達到進行合作的效果。
DWN.014閃光人（フラッシュマン）
控制時間的戰鬥用機器人。
威利以相對論的光速不變原理，將光視為時間在物體上的實體表現為概念做出的機器人。
其武器「時間暫停」為使用後擴散光束來暫停時間的特殊武器，可以一瞬間繞到對手背後。因為時間暫停幾乎沒有殺傷力，因此右手中藏有散彈槍，發動時會有小型的顯示條發光。
個性惡劣且狡猾，是以奪去對方自由後再徹底擊倒為樂趣的卑鄙小人。
時間暫停只會對快速人會造成影響，因這項武器會干涉到快速人的加速裝置，使快速人被暫停的同時會加速到接近完全光速的狀態，但也因此使得質量激增到接近無限大而產生如同的黑洞的反效果，黑洞產生的重力會對快速人造成嚴重傷害，而其他的威利機器人們因為自身沒有被干涉的問題而不會受到影響。
在「R破壊指令」中對付洛克人時，因為力氣人的介入而反被洛克人打倒，之後被送回威利基地修復後再次與洛克人對峙。因為阻礙到快速人與洛克人的對決，而被憤怒的快速人砍下右手作為制裁，新版去除了舊作「破壊指令」中挾持蘿露的部分。
在「史上最強之敵」之後與編號相近的熱火人很聊得開。
DWN.015熱火人（ヒートマン，青文舊版譯作熱氣人）
能放射火焰的戰鬥用機器人。參考火焰人所製作的機器人。
使用磁場來控制火焰，所以有著比火焰人更上一層的火力及戰鬥能力，因為本身設計能承受這種溫度，因此能夠讓火焰纏繞於自己身上。在腳部有著能夠變成飛行型態的變形機關，因此能夠利用全身燃燒來突擊敵人。
個性如同一個小孩，個性單純、幼稚以及殘忍。
其武器「原子火焰」是使用磁場將電漿融合火焰高度壓縮後再由手掌的洞發射，威力凌駕於火焰人的火焰風暴之上，甚至能將洛克砲的能量彈燒盡。
「破壊指令」中只出現在基地被電流人打倒的畫面，而新版的「R破壊指令」中以身體纏繞火焰的方式襲擊洛克人一夥，展現其強大的火力。
藉由吃下破壞爆彈來纏繞火焰進行長時間的飛行，其突擊速度不遜於2號機器的飛行速度，一路追逐洛克人到威利基地前。途中遇到在海中埋伏的泡沫人並與之合作。最後被洛克人踢入海中，過熱的身體碰到海水急速冷卻後造成損害，同時把泡沫人給燙得慘叫。在「史上最強之敵」再度登場，已完全修復。
DWN.016木頭人（ウッドマン，青文舊版譯作樹人）
密林戰鬥用機器人。
巨大的身軀由檜木做成、特殊武器是利用鈦陶瓷合金製作的樹葉型電路板所組成的「葉盾」，具有攻防一體的絕佳效果。
原作個性是溫柔的大力士，本作則為完全相反的凶暴性格，相當厭惡機器人分解場。
「破壊指令」中從直升機上跳上時被轟炸人及火焰人擊敗，而「R破壊指令」中則是率領手下攻入機器人分解場，把即將被廢棄分解的萊特編號機器人們啟動並救出，並邀請他們加入威利麾下，被剪刀人等人拒絕。後來在電力人的計謀下被騙，把電力人帶回基地並展開激戰，最後不敵電力人而慘敗。

#### Third Numbers
『洛克人3』的頭目們。原作遊戲與舊版為萊特博士與威利博士兩人共同製作，編號為DRWN，新版設定則為威利獨自一人製作而成的純戰鬥用機器人，號碼也改成了DWN。
初登場於『聯合陣線大作戰』的「金屬之心」，已經和洛克人為熟識，其製作理由在以『洛克人3』為主題的「小行星藍調」（收錄於Gigamix）中明朗。
DWN.017刺針人（ニードルマン，青文舊版譯作針鋒人）
用於削岩作業的戰鬥用機器人。
造型比起原作稍有不同，所使用「針刺機槍」為彈速三馬赫，且每秒十六連發的電磁炮，也因為這個設計，在連續射擊時也不會給自身系統帶來損傷，而發射用的子彈為圓錐型，在子彈表面有多數的圓軸狀的細小螺旋溝紋，使得發射軌道能夠成功一直線發射，本作也多了使用彈筴的設定。
能使用特殊武器「針刺機槍」進行連射攻擊，或利用頭上的針盤突擊對手。
在「金屬之心」中與Third Numbers的夥伴聯合洛克人一起合作，共同對付黃惡魔Mk-II，被雙子人的「雙子雷射」誤傷而敗北。
DWN.018磁鐵人（マグネットマン）
用於鐵屑處理的戰鬥用機器人。
善於操控磁力。造型比起原作稍有不同，其武器「磁鐵導彈」為具備磁力感應器的誘導型飛彈，當接近一定距離時就會依照其目標轉換方向後飛去，在命中後會以電磁鐵的強力磁場將對方緊密地吸附在目標上，而讓對手無法逃離。
個性粗枝大葉，在「金屬之心」中與Third Numbers的夥伴聯合洛克人一起合作，共同對付黃惡魔Mk-II。因特殊武器打到同伴而被責難。
DWN.019雙子人（ジェミニマン，青文舊版譯作雙面人）
用於粉碎堅硬物質的戰鬥用機器人。
其武器「雙子雷射」是以所有物質都具有波粒二象性的思維為基礎，而發明的反射型雷射，所使用的粒子能夠看出物品思考時產生的波長，而對於這些波長產生反應，對機器人而言相當危險，對於位置固定並且沒有思考能力的物體則會產生無限大的位能而反射。
在「金屬之心」中與Third Numbers的夥伴聯合洛克人一起合作，共同對付黃惡魔Mk-II。因特殊武器打到同伴而被責難。
DWN.020鋼鐵人（ハードマン）
用於整地作業的戰鬥用機器人。
身體是與力氣人相同的鈦陶瓷超合金做成後將身體形狀製成圓筒型，所以有著比氣力人擁有更高的耐衝擊性能。
武器為由手肘發射後靠著噴射器飛行，再藉由來自堅硬人的控制來朝向對手攻擊的「鋼鐵飛拳」。
也可以靠著臀部和腳底的噴射器自行起飛後再以三噸重的身體進行急速下降的重壓攻擊，無論身體或攻擊模式都是靠著蠻力去做的設計。
在「金屬之心」中與Third Numbers的夥伴聯合洛克人一起合作，共同對付黃惡魔Mk-II，被磁鐵人的「磁鐵導彈」誤傷而敗北。
曾搭乘光光的車而使其不小心爆胎。
DWN.021陀螺人（タップマン）
用於實驗高速屏障的試作型機器人。
利用腳部的車輪與腕部的火箭噴射器來進行高速回轉，利用這一特性增加回轉的速度。
雖然本身是輕量級的機器人，但利用轉動時的離心力所以能夠承受各式各樣的攻擊。
雖然是機器人，但因為有近視所以有帶著眼鏡。
在「金屬之心」中與Third Numbers的夥伴聯合洛克人一起合作，但戲份主要偏向丑角，因為車載過重而被踢下車。
DWN.022蛇人（スネークマン）
地形探查用機器人。
其特殊武器為蛇型的搜索裝置「搜尋蛇索」，搭載了雷射、超音波、電磁波和熱感應等裝置，將探查的結果傳輸給蛇人，蛇人集合這些資訊整合後再傳給其他Third Numbers的同伴，應用此種能力可以在戰鬥中進行尋找敵人或者找出並移除地雷等情報戰的工作。。
「金屬之心」中如同蛇一樣為皮肉型的機器人，與原作一樣厭惡動物，也因此和萊特的機器動物們發生爭執。與火花人及陀螺人因為車載過重而被踢下車，在故事中三人在千鈞一髮之際救了洛克人。
DWN.023火花人（スパークマン，青文舊版譯作發火人）
充電作業用機器人。
裝備了能夠在短時間內能夠充飽大型電容器來提供龐大電流的特殊發電機，但如果不定期進行放電的話系統會受到影響而導致故障，所以自身平常會不停地漏出電力，而其大型電容能夠使用一口氣放出巨大電能的特殊武器「火花衝擊」。
本篇和陀螺人戲份主要偏向丑角。
「金屬之心」出動來對付黃惡魔Mk-II，但被打得七零八落。原作武器可以發射八個方位小型電球或是單一大型電球的「火花射擊」。與蛇人及陀螺人因為車載過重而被踢下車，在故事中三人在千鈞一髮之際救了洛克人，在確認洛克人沒事後露出安心的表情。
DWN.024陰影人（シャドーマン，青文舊版譯作忍者人）
隱密活動用機器人。
外型如同忍者，外型與原作差異極大。
特殊武器除了使用大型手裡劍投射對手的「陰影飛刀」外，也會使用日本刀或煙霧彈等兵器，甚至能使用在『洛克人2:力量大戰』中所登場的變身術。身受威利的信任。在威利的編號機器中為最隱密的存在，大多做為保鑣跟在威利身旁（本人曾表示保護威利為自己的使命）。戰鬥能力在威利編號中相當高段，甚至能把特別編號中的佛魯迪的一隻眼睛給弄傷。個性正直且穩重，但偶爾還是會因為一些事情而情緒失控。
大多執行威利安排的給他一人份任務，多數時間都是用面罩將下半部的臉遮住，其形象為一個帶著刀，並專門保護君主的忍者侍衛。
雖然有著潛入影子中的得意技術，但限於有光源的時候。
右眼為威利安裝的攝影鏡頭，平常都是閉著這隻右眼。如果他張開右眼就會啟動通訊機能，所見之物以及所在地情報就會傳輸到威利那邊。多數都是稱自己為「在下」，在與其他威利編號機器人交談時是用「我」。稱呼他人時會稱「閣下」。
在「金屬之心」中與Third Numbers的夥伴聯合洛克人一起合作，共同對付黃惡魔Mk-II，也因為夥伴的幫忙而成功救到洛克人，但是在和黃惡魔Mk-II對戰時沒料到它能伸長身體攻擊自己，非常可惜的慘敗。之後因為威利「如果不能回收就當場銷毀」的命令而趁隙破壞了黃惡魔Mk-II的核心。「史上最強之敵」作為複製洛克人的監視者、將他誕生的秘密全盤托出，並指引了複製洛克人何謂自己的使命。在看著複製洛克人自爆之後和布魯斯爆發爭執，失去耐性砍下一刀被布魯斯閃過，就此結下樑子。
其誕生的所有資料皆為不明，也不知是否如原作設定真的使用了地球外的未知技術。
和黑影人同樣是暗中行動的機器人，兩人關係不錯。在『Gigamax』中兩人扮演重要角色。
在和布魯斯的爭執以及『Gigamix』中的宇宙神事件後開始對自己進行省思，認為自己修煉還不到家而開始旅行。

#### Fifth Numbers
『洛克人5』的頭目們，本作中是威利最初設計出來不是純戰鬥用機器人的一組，在威利的機器人編號中算是偏向丑角，但合作起來的戰力遠高於其他威利編號。
登場的時間點為洛克人5：布魯斯的陷阱！？事件結束之後，因為要償還威利的欠債，所以全員暫時都到遊樂園打工，而編隊名稱也變為「打工戰隊」。遊樂園的雇主給他們評價是「雖然他們狀況很多，但比起那些不認真的人來說，他們相對比較努力」。最後在佛魯迪破壞遊樂場時，因保護客人有功，所以全員加薪（但最後全被拿去賠償被佛魯迪破壞造成的損失的費用，而且因為全部扣除都不夠賠導致威利還被要求一部分賠償）、在「史上最強之敵」中可以看到他們在工地工作，用收音機聆聽洛克人對人類的宣戰佈告。
DWN.033重力人（グラビティーマン）
控制重力的戰鬥用機器人，可以利用重力使其站在天花板上。在「打工戰隊」中的代號為“重力紅”。
其特殊武器「重力抬舉」是利用「將重力場視為空間的扭曲」這樣的理論而開發的系統，能夠將身邊任意一點變換成重力場，並加以運用來改變自身的重力，所以自由站在牆壁或天花板上，而因為洛克人身體不具備此機能，所以得到此武器時則變為改變敵人的重力場。
身軀龐大卻長了一副娃娃臉，是個沒有心機且做事不經大腦的笨蛋，遊樂園打工時是負責發氣球的工作。
在威利用來對付洛克人的「B計畫」中攻擊洛克人的順序為第六個。
DWN.034波浪人（ウェーブマン，青文舊版譯作魚叉人）
水陸兩用型的戰鬥用機器人。
與純水中戰鬥用機器人的泡沫人不同，雖然擅長的活動地點是在水中，考慮到可能會在非水中場地戰鬥，而開發了對應的機能和武裝。
有著強烈的攻擊性格。在「打工戰隊」中的代號為“波浪藍”。
其特殊武器「水柱波浪」是利用帕斯卡定律中，在液壓系統中的一個活塞上施加一定的壓力，必將在另一個活塞上產生相同的壓力增量的原理，將水以超高壓打到地面下來產生水柱的招式。
是個守財奴，也喜歡漂亮的女孩子。因為可操水的能力，所以在遊樂園打工時是負責掃廁所的工作。
「B計畫」中攻擊洛克人的順序為第二個。
DWN.035石頭人（ストーンマン）
攻略岩山的戰鬥用機器人。在「打工戰隊」中的代號為“石頭棕”。
為岩石構成，有著跟氣力人不相上下的大小與力氣。
身體是用各自擁有簡易子機機能的複數零件所構成，所以就算身體被打散了也能夠回復原本的樣子，利用此機能讓容易被攻擊命中的巨大身體能夠進行緊急迴避，而因為控制核心位在身體的正中央，所以不會受到致命的傷害。
特殊武器為用超高密度的岩石，利用相互的吸引力而來擺動加速，再以石頭人為中心回轉攻擊的「威力岩石」。
個性沉默，有著愛哭的一面。在洛克人與佛魯迪交戰時及時撐住將倒下的摩天輪。在遊樂園打工時是負責摩天輪的收票。
「B計畫」中攻擊洛克人的順序為第八個。
DWN.036旋翼人（ジャイロマン）
空中戰鬥用機器人。在「打工戰隊」中的代號為“旋翼綠”。
原本開發時預計搭載噴射引擎，但因為預算不足而從噴射引擎變更為螺旋槳飛行，雖然無法在空中進行最初設計時的高速移動，但也因此能夠進行安定的飛行。
特殊武器為是利用竹蜻蜓的原理，再利用本體發出的訊號進行來遠距離調整螺旋槳的轉速和方向的「旋翼攻擊」。
性格熱血，對佛魯迪破壞遊樂園的行為感到憤怒，劇中利用了飛行能力救出遊客。在某些場合比起星星人更適合當領袖。其特殊武器「旋翼攻擊（本作是用拳頭攻擊）」在本作中用來對付佛魯迪。在遊樂園打工時是負責雲霄飛車的收票工作。
「B計畫」中攻擊洛克人的順序為第七個。
DWN.037星星人（スターマン）
宇宙戰鬥用機器人。在「打工戰隊」中的代號為“星星金”（本體為黃色，但因為其自戀的個性所以擅自改為金色）。
是基於在接近無重力狀態的宇宙空間進行戰鬥為前提而製作的機器人，因此比重力人更擅長在無重力空間中的動作控制。
對話常交雜英語的自戀狂，在Fifth Numbers中的存在感最高，為八人中的領袖。
其特殊武器「星星暴碎」是以自己為中心產生重力場的系統，除做為防護罩外也能夠藉由將重力場解除而向敵人發射的武裝，在威利編號中的防禦堪稱一絕。
在遊樂園打工時是負責旋轉木馬的收票工作。「「B計畫」中攻擊洛克人的順序為第五個，但實際上只是為其他七人做援護的工作而已。
經常在嘴邊叼著一朵玫瑰，在『洛克人Gigamix』的「熱火輪」中說明這朵玫瑰是通訊器，花瓣在收到通訊請求後會閃爍和發出通知音，只要把它叼著甚至能藉振動在沒有空氣的宇宙空間傳聲，但缺點是在宇宙中時星星人自己也要叼著它講話才能傳聲，所以星星人的聲音聽起來很模糊，乍聽會以為他在笑。
對蘿露有好感。
DWN.038衝鋒人（チャージマン）
護衛運輸列車的戰鬥用機器人。在「打工戰隊」中的代號為“衝鋒橙”。
內建的發動機會透過加熱、膨脹、壓縮、冷卻這四個順序來完成一個循環，藉由從高溫熱提供的熱能和低溫吸收熱能的差異來轉換成動力，其效率由兩者的溫度差來決定。
個性為急躁不穩重的拼命三郎型，外表如同蒸汽火車，動力為煤炭。在遊樂園被襲擊時利用自己的速度優勢救出客人。
其特殊武器「衝鋒踢」曾撞飛佛魯迪。
在遊樂園打工時是負責開迷你小火車。
「B計畫」中攻擊洛克人的順序為第一個。
DWN.039汽油人（ナパームマン）
內建重火力武器的戰鬥用機器人。在「打工戰隊」中的代號為“汽油紫”。
在頭部與肩部裝備了可連射的飛彈，另外兩腕也裝備了汽油彈。
其特殊武器「汽油彈」為使用了將燃料與黏化劑混合而成，且內藏多小型炸彈的特殊炸彈，在引爆的時候會將燃料與小型炸彈一同撒出，能在爆炸的瞬間造成一定範圍的火焰風暴，因為威力驚人和攻擊範圍廣大，而也為了不波及使用者而設定成了定時炸彈，比起直接瞄準敵人攻擊，作為陷阱使用更為適合。
全身搭載著兵器的武器狂，認為破壞是男人的美學。負責園區入口的收票工作。
「B計畫」中攻擊洛克人的順序為第四個。
DWN.040水晶人（クリスタルマン）
在礦山做防衛工作的戰鬥用機器人。在「打工戰隊」中的代號為“水晶空”。
身體一部份由天然水晶構成，能使用水熱法能夠在體內製造人工水晶，而透過威利在進行此水晶生成研究時開發出的半膠狀水晶，藉由而產生水晶眼，透過包含數個小水晶球而發射的大水晶，在撞到目標之後來產生會分裂的反射彈。
在Fifth Numbers中較為認真，做事前會深思熟慮，但也因為如此而常把自己搞得身心疲憊。負責再炒麵攤煎炒麵。
「B計畫」中攻擊洛克人的順序為第三個。

### 特別威利編號
SWN.001佛魯迪（フォルテ）
戰鬥用機器人，出自洛克人7，本作改為洛克人5和洛克人6中間的時間點登場。威利為了對付洛克人而特別製作的戰鬥用機器人，有著一般機器人沒有的強烈競爭性。因為是研究了洛克人的各項數據後而製造，所以各項能力都與洛克人非常相似（從可以輕鬆打敗萊特的工業用機器人來看便可理解），本作設定與洛克人一樣可以將手收起。
自身把為了擊倒洛克人讓自己成為最強機器人這件事做為自己的生存意義，在對付洛克人時是不分敵我的攻擊，甚至攻擊到自己的同伴也不在意。如同猛獸的好戰性格連身為製作者的威利都深感頭痛，威利旗下的編號機器人大多對他敬而遠之。
與原作遊戲相比，在本作中完全不聽威利的命令，對於威利許多骯髒計畫感到鄙視，甚至認為是多管閒事。
作品中通常是以破壞街道使其讓洛克人與他戰鬥。與柯斯貝爾合體後擁有飛行能力，同時攻擊力更上一層樓，主要用來與洛克人做一對一單挑。
而因為在原本『洛克人大賽車』的遊戲中與光光的配音員皆為檜山修之，所以在『洛克人Gigamix』中其改編的「熱火輪」裡與光光有大量類似相聲的搞笑互動。能以超過時速150公里的速度追趕在遠方罵自己的光光（而且是光光坐在時速150公里的車上時快速追上）
SWN.002柯斯貝爾（ゴスペル，青文舊版譯作沃斯）
特殊戰鬥用機器人。作為輔助佛魯迪用的狼型機器人。與家犬型的萊西相比，作風較偏向野狗。
可以和佛魯迪合體，初期合後造型是和『洛克人7』中類似的樣子。在『Gigamix』中佛魯迪為了追求更強大的力量而填裝迪歐的能量結晶後，變成了『洛克人8』中的模樣。兩人合體後攻擊力更上一層樓，透過四塊來自迪歐的能源的水晶強化之後甚至能一個人和宇宙神全員打成平手。

### MegaWorld編號
『洛克人:MegaWorld』中威利塔的頭目們，英文編號為MegaWorld Numbers，簡寫為MWN。登場於復刻版第3卷中重新描繪的故事，完全版並沒有登場。而在『洛克人Gigamix』收錄的「光明的未來」中，在一群目送洛克人做最終決戰的人群中只登場了一格，站在一個類似玄奘的人的身邊。
MWN.001飛彈如意棒G(バスターロッド・G）
對付洛克人用的機器人，造型參考西遊記中的孫悟空，其名稱G為悟空的日文拼音Gokuu的拼音首字。
雖然戰鬥能力高超，但行動前通常不經大腦，原作遊戲中常和機器水龍捲S爭執。目前已經把「打倒洛克人」這個目的給忘光，甚至過了一年後連威利是誰都給忘了。
MWN.002機器水龍捲S（メガウォーター・S）
對付洛克人用的機器人，造型參考西遊記中的沙悟淨，其名稱S為沙悟淨的日文拼音Sagojou的拼音首字。
原作遊戲是是擅於策略的頭腦派，與飛彈如意棒G處的不好。與同伴相同，已經把「打倒洛克人」這個目的給忘光。
MWN.003高速龍捲風H（ハイパーストーム・H）
對付洛克人用的機器人，造型參考西遊記中的豬八戒，其名稱H為八戒的日文拼音Hakkai的拼音首字。
性格悠閒，通常做為另外兩個同伴的和事佬。與同伴相同，已經把「打倒洛克人」這個目的給忘光。

### 柯薩克編號

#### Fifth Numbers
『洛克人4』的頭目們。柯薩克博士製作的機器人群，英文編號為Dr.Cossack Numbers，簡寫為DCN。除了骷髏人外，其餘七人都不是為了用於戰鬥而製造，原作為使用威利編號，本作則是以柯薩克的代碼作為編號。
DCN.025燈泡人(ブライトマン，青文舊版譯作電球人）
用於都市照明的機器人，特徵為頭上明顯的大燈泡，平時在電器用品店工作。
個性並不好戰，在骷髏人襲擊研究所時躲了起來並逃出，很為同伴著想，會提供自己的零件來維修同伴，在「復活的死神」前期因為骷髏人的復仇導致其相當沮喪，其實本性相當開朗，在四代事件後經過柯薩克的再改造去除了武裝能力，但在洛克人Gigamix中又不知何時的被裝上。
DCN.026雨蛙人（トードマン，青文舊版譯作降雨人）
農業用機器人。有著青蛙般的外表，喜歡下田耕種並操著鄉下口音，速度很慢。會去思考對手的立場，是初期唯一能理解骷髏人想法的機器人。
原作遊戲中對付洛克人的武器「雨水奔流」在「復活的死神」已不再裝備，但在洛克人Gigamix中又不知何時的被裝上。
「史上最強之敵」中與燈泡人一起到骷髏人的墓前參拜獻花。
DCN.027鑽頭人（ドリルマン，青文舊版譯作鑽孔人）
工地作業用機器人。手腳頭皆配備著鑽頭。
「復活的死神」中被虜走後再次被威利控制。之後經燈泡人的維修再次脫離控制。
「史上最大之敵」中與潛艇人協助複製洛克人逃走。
DCN.028法老王人（ファラオマン）
金字塔探勘用的機器人。可以把體內的太陽能集合成光球後扔出。
原本設定下半身搭載了輔助用的電子頭腦，所以就算上半身被毀也不會停止機能。雖然最後沒有採用，但原稿有保留在舊版單行本的設定集。
「復活的死神」中與鑽頭人和吸塵人被威利控制，並襲擊洛克人等人，之後經燈泡人的維修再次脫離控制。
「史上最強之敵」獲得參賽的機器人選手權，但被Mr.X所控制的武士人擊敗。
造型與原作遊戲相比稍有不同，身體包著繃帶的造型給人的印象更加深刻。
DCN.029圓環人（リングマン）
警察機器人。階級為警部。只保留了原作為警察機器人的設定。
在「復活的死神」中拖著重傷來到萊特的住所向洛克人等人求救，經過修理後回歸，擁有瞬間打倒吸塵人的高強戰鬥力，有著常顧慮他人的深思性格，為柯薩克編號中機器人的領導人。
「史上最強之敵」中為了追查複製洛克人而到處奔走。最後因放走蘿露等人而被追究責任並降職，與光光一同被關在牢裡。同作中，有展示穿著刑警服裝的圓環人的造型
DCN.030吸塵人（ダストマン）
垃圾回收掃用機器人。特徵為頭上的大型吸入口，幾乎沒有台詞，在柯薩克編號中的存在感很低。有著操作吸力的高超戰鬥力。
認為真正汙穢是人心，不喜歡人類。
「復活的死神」中與鑽頭人和法老王人被威利控制，並襲擊洛克人等人，之後經燈泡人的維修再次脫離控制。:「史上最強之敵」獲得參賽的機器人選手權，但被Mr.X所控制的戰斧人一招擊敗。
台詞是目前登場機器人中最少的，復活的死神」中無任何台詞，「史上最強之敵」只有喊出自己的招式名稱「粉塵碎彈」。
DCN.031潛艇人（ダイブマン，青文舊版譯作潛水人）
水中探查用機器人，有著潛水艇的外表，其武器「潛艇導彈」原先是捕魚用的，胸部及腳部皆有裝備。
個性豪邁，是個沒心機的老好人，「復活的死神」面對骷髏人可以毫不害怕的攻擊。（雨蛙人則評價他是做事不經大腦」）
「史上最強之敵」再登場時與圓環人用「復活的死神」來形容複製洛克人的事件。
DCN.032骷髏人（スカルマン）
戰鬥用機器人，身姿形同細長的骸骨，與用途為造福人類的其他柯薩克編號機器人不同，為柯薩克在威利的威脅下製造的，也是柯薩克編號唯一的戰鬥用機器人。武器為攻防一體的強力招式「骷髏障壁」，身體也收納了眾多機關槍作為武力。純粹的戰鬥型機器人，戰鬥力凌駕所有柯薩克編號機器人之上。
在4代的事件結束後，柯薩克因深怕骷髏人暴走所以將其封印，嘗到了長年痛苦的孤獨感受。被威利再啟動後抓走了柯薩克來進行復仇計畫。後來被趕上的洛克人打倒，對柯薩克表示「因為受不了孤獨的感受，所以希望不要再做出像自己的戰鬥用機器人」之後，在同伴的圍繞下放心的停止機能並被下葬。
與原作遊戲不同的外表給人印象深刻，在本作有著獨有的魅力。初登場時是拿著鐮刀，如同死神的外貌，遇上洛克人後回復正常樣貌，沒有使用鐮刀。
在洛克人Gigamix中以靈魂的方式再次登場，給了宇宙破壞者的普路托能以忘懷的恐懼。
有賀說骷髏人的造形印象的靈感來自遊戲版4代中洛克人沒有動作時骷髏人也不會動的行動模式

### Mr.X編號

#### Sixth Numbers
『洛克人6』的頭目們，英文編號為Mr.X Numbers，簡寫為MXN。世界機器人聯盟的科學家們為了和平需求所開發的菁英機器人們，而各國選出代表來參加第一次世界機器人最強選拔賽。大多原先就做為戰鬥用，也有部分與柯薩克編號一樣從工業用改成戰鬥用，原作遊戲使用威利編號，本作則特別使用Mr.X編號。
「史上最強之敵」中被威利操控，之後被複製洛克人打倒並脫離了威利的控制，其後告知自己的武器罩門來協助洛克人本尊。
MXN.041暴雪人(ブリザードマン，青文舊版譯作雪暴人）
極地戰鬥用機器人，加拿大代表，原先是南極觀測用機器人。個性活潑，曾因為講了冷笑話而被打飛。腳上的滑雪板在設定上可以變形。會在不合時宜的情況下講出不合時宜的話，例如在眾人擔心蘿露的傷勢時在卡琳卡來回報時脫口說出「難道她死了？」之類的話，而被其他人狠狠揍了一頓。
在『洛克人Gigamix』收錄的「暗黒之月」中被宇宙破壞者之一的瑪斯以其特殊武器『光子飛彈』破壞。
MXN.042半人馬人（ケンタウロスマン，青文舊版譯作射手人）
人馬造型的戰鬥用機器人，希臘代表，原先是博物館的解說員。原作使用的特殊武器「半人馬閃光」在本作被『洛克人2:力量大戰』中所使用的「射手箭」取代。故事中沒有把發射弓箭的方式畫出。本作中他也使用了該遊戲中用過的薙刀。
在『洛克人Gigamix』收錄的「暗黒之月」中被宇宙破壞者之一的撒旦以其特殊武器『暗黑之洞』破壞。
MXN.043火力人（フレイムマン，青文舊版譯作噴火人）
火焰戰鬥用機器人，阿拉伯代表，動力為舊式的火力發電。頭巾下為發射火焰的裝置，可發射強力的特殊武器「爆破火焰」，然而實際發射方式並無出現。
在『洛克人Gigamix』收錄的「暗黒之月」使出全力對決宇宙破壞者之一的烏拉姆斯卻無法給予傷害，被用角貫穿身體後破壞。
MXN.044騎士人（ナイトマン）
騎士機器人，英國代表，身上有著明顯的重型鎧甲，有著優秀的防禦力。特殊武器為綁著鐵鍊的球狀武器「騎士粉碎鎚」，但攻擊距離太短是連本人都很在意的弱點，而且因為這弱點實在太明顯又太離奇導致不只他自己，連其他七人都知道的一清二楚，所以連續遭到大和人和暴雪人的吐槽。
在『洛克人Gigamix』收錄的「暗黒之月」對決宇宙破壞者之一的尼普頓，卻反被使用其特殊武器『鹽酸水滴』溶解盾牌，最後被一擊破壞。
MXN.045妖花人（プラントマン，青文舊版譯作苗木人）
植物造型的戰鬥用機器人，南美洲代表，原先為植物園的管理員。有著如同冰人的孩童外表及個性。其特殊武器「苗木阻擋層」有著高超的防禦力，能輕鬆防禦法老王人與吸塵人的攻擊，發動準備時間長是個弱點。
在『洛克人Gigamix』收錄的「暗黒之月」中被宇宙破壞者之一的維納斯以其特殊武器『泡沫炸彈』破壞。
MXN.046戰斧人（トマホークマン，青文舊版譯作利斧人）
機器人戰士，北美代表，美國為了戰鬥而製造的印地安機器人。在『洛克人6：史上最大決戰！？』的八位頭目中與大和人實力不相上下，其攻擊甚至能追上擁有速度優勢的忍者人。特殊武器為將手持斧頭發射攻擊的「炫光斬」。在被操縱的期間有著把自己的名子掛嘴邊的口頭禪。
:在『洛克人Gigamix』收錄的「暗黒之月」對決宇宙破壞者之一的普路托，被其爪擊斬殺。
MXN.047風車人（ウインドマン，青文舊版譯作狂風人）
突風戰鬥用機器人，中國代表，原先為農業用的造風機器人。身體靈活，能利用腳底噴出的風高速飛行。其特殊武器「旋風斬」的軌道很低，能利用跳躍閃避是弱點。
在『洛克人Gigamix』收錄的「暗黒之月」中被宇宙破壞者之一的丘比特以其特殊武器『電氣射擊』破壞。
MXN.048大和人（ヤマトマン）
武士機器人，日本代表。Mr.X編號中實力與利斧人不相上下的高手，在追擊複製洛克人時因自身實力太強導致複製洛克人覺醒，兩手被扯斷，腹部被複製洛克人用自己的武器重創（柯薩克形容「這三擊換作人類早就死了」）。手持名為「大和槍」的長槍作為攻擊，因身體輕量化，所以相當敏捷。
在『洛克人Gigamix』收錄的「暗黒之月」對決宇宙破壞者之一的墨邱利，卻使用其特殊武器『奪取飛彈』攻擊後失去意識昏厥，最後被踐踏而破壞。

### 支援用機器人
萊西(ラッシュ）
犬型支援用機器人，洛克人的支援機器人。有著變成飛行器、跳台和潛水艦的多種變形功能
比特（ビート）
鳥形支援用機器人，為柯薩克博士贈送。外表與洛克人的頭盔相同。
作品中有著媲美2號機器的速度，高達3馬赫。
艾弟（エディ）
道具攜帶用機器人。本來是幫洛克人攜帶補給品的機器人，擁有向敵人投彈的功能。本作多了充當電鍋煮飯的功能。
探哥（タンゴ）
貓型支援用機器人，個性如同真貓，「史上最強之敵」中與布魯斯暗中支援洛克人而活躍著。
雷格（レゲェ）
鳥型寵物機器人，外表如同一隻烏鴉。原作遊戲『洛克人大富翁』、『洛克人足球』、『洛克人7:宿命對決!!』只在密碼輸入畫面出現，在本作中出場率很高，會模仿威利的用詞，但常因講出『笨蛋』之類的粗話而被威利扔東西攻擊。

### 登場人類與其他機器人
萊特博士（Dr.ライト）
全名為湯瑪斯‧萊特，洛克人的創造者與親人，有著「機器人工學之父」稱號的科學家，世界機器人聯盟的成員之一，目前與自己製造的機器人群長期住在日本。
最早製作出擁有「心」的機器人，其功績在做為後世的洛克人X系列仍被稱頌。
對於機器人淪為犯罪用的工具感到心痛，有著制止此事的強大責任心。
在「戰士的假日」中可以發現他有著鍛鍊身體的習慣，也已經在著手開發洛克人X系列的艾克斯，但開發的一切過程沒有在漫畫中出現。
因為是業界有名的機器人權威，所以在「史上最強之敵」中因為跟複製洛克人的作亂有關聯，作為重要參考人被警方逮捕。
威利博士（Dr.ワイリー）
全名為阿爾伯特‧W‧威利，原作遊戲的最終頭目，邪惡科學家。過去因為過激的理論被逐出學會。
手頭上有幾百部自己製造戰鬥用機器人，多次計畫征服世界，但全被洛克人成功阻止。本作的故事大多為每一代故事的後日談，大多在幕後活躍。與原作相同，大多都是滑稽可笑的表情，與遊戲稍有不同的是大多戴著太陽眼鏡或墨鏡，或是再帶著骷髏圖案的領帶作為身上的行頭。
與原作遊戲中的「反派」形象不同，有著自身獨有的魅力。除了會救起被廢棄的機器人外，對於部下機器人的失敗大多也是給予原諒，受到恩情會回報等，就算不是自己的機器人受損也會毫不猶豫的進行維修，是有著「科學家的尊嚴」、「既然創造出對於擁有心的機器人就要負責照顧」等理念的人物。
在「R破壊指令」生活的基地（樣貌為『洛克人2：威利博士之謎』的威利城造型）被萊特的機器人發現後放棄使用（但基地的部分機能仍完好），之後把郊區的一間破鐵皮屋做為自己臨時的「威利基地」，與其他威利編號的機器人一起生活。從打工戰隊的說詞也可以得知威利為了征服世界而到處借錢，導致自己欠債累累。
興趣的桌球曾在想效法柯薩克博士寫書賣錢時提到，但是最後似乎還是沒有出書成功。
在『洛克人Gigamix』中收錄的「白色惡夢」中，在太平洋上一個骷髏造型的島嶼作為自己的基地（司令室為洛克人4：新的野心！！的造型），並與威利編號的機器人一起生活著。在宇宙破壞者的事件結束後，在別的地方建造了新的基地，並製造了洛克人8：金屬英雄們的頭目們向洛克人宣戰。
此外在萊特的回憶中，威利在大學時期是個理想及抱負的人，因為與萊特同樣認為機器人必須擁有心與感情才有可能進步，所以兩人在當時合作相當熱絡。
與萊特博士一樣因為沒有後繼者，所以也已經在著手開發洛克人X系列的傑洛，但開發的一切過程皆沒有在漫畫中出現。
柯薩克博士(Dr.コサック）
全名為米海爾‧瑟爾凱維奇‧柯薩克，『洛克人4』的登場人物，俄羅斯的代表科學家，隸屬史多賴芬科學院。
機器人工學技術比萊特和威利更具權威，除製作柯薩克編號的機器人外也在製造量產用的警察機器人。
認為與機器人構築信任關係非常的重要，將此理想寫成書後賣了1000多萬本。
在「復活中死神」中被忌妒柯薩克名聲的威利解開了骷髏人的封印，得知骷髏人的心情之後，對此相當後悔。
在「史上最強之敵」中再次登場。因將武士人等機器人維修完成和識破複製洛克人的身分而活躍者。
卡琳卡（カリンカ）
『洛克人4』的登場人物。
柯薩克的女兒，原作遊戲中被威利綁架，做為威脅柯薩克的人質。因為從小父親忙於研究機器人的緣故，所以本身不太喜歡機器人，在「復活的死神」對骷髏人的看法也是如此。直到在雪山差點凍死，被蘿露拯救之後才漸漸改變自己的想法。
在「史上最強之敵」再次登場，做為柯薩克的助手並救了蘿露，似乎有涉及機器人工學的學習，懂得為受損的機器人做維修前置處理。
『洛克人Gigamix』中的「熱火輪」中再次登場，協助檢查參加「戰鬥賽車」的蘿露所使用的賽車「POP比特號」。
「暗黑之月」中與父親使用迪歐協助救出了萊特與威利及其他機器人們。
「光明的未來」中與地球的人們給了機器人加油的吶喊。對因水晶而暴走的圓環人等人並不感到畏懼，反而相信著他們，其精神年齡以不同於過去。
隨著故事的進行有所成長，『洛克人4：新的野心！！』時9歲、「復活的死神」中為12歳、在「史上最強之敵」中已經14歲。
光光(ライトット)
助手機器人，負責協助萊特博士維修機器人。
自稱「萊特博士的第一弟子」，雖然不論外表還是個性都很蠢，但有著優秀的機器人維修能力。在「熱火輪」中也是他把萊西改造成賽車（其實只有外殻，本體是原作8代中的摩托車）及裝上合體機能。
在本作的「復活的死神」中負責和萊特博士一起維修圓環人。
而因為在原本『洛克人大賽車』的遊戲中與佛魯迪的配音員皆為檜山修之，所以在『洛克人Gigamix』中其改編的「熱火輪」裡與佛魯迪有大量類似相聲的搞笑互動。
同時在「熱火輪」中還曾展現跟其粗線條的性格不符的腹黑個性，曾經想把汽油彈人的車子解體來回收其中的引擎組件，但是打開車身一看卻發現引擎其實就是打工戰隊的成員。
和原作相同，有一台被有賀形容「非常堅固」的卡車，在「金屬之心」中因為超載而爆胎送修，在「熱火輪」中再次出現，光光開著它輾過了擋在路中央的貓爪人（本人沒發現）。最高時速是150公里，被佛魯迪怒罵「跟那些頂尖車手的車子一比根本慢的要死」，佛魯迪本人在聽到光光罵他笨蛋之後甚至可以用跑的追上去。
黃惡魔(イエローデビル)
出自洛克人 (1987年游戏)的頭目，在本作的「洛克人誕生」中登場。
代號Mk-I，負責在移動要塞「雙子金字塔」內的控制室中充當守衛，抓住了入侵要塞的機器人，後來被洛克人使用得到的武器「超級手臂」來掙脫，並被用閃電光束攻擊眼睛後擊破。只會發出「Ww…」的聲音。
黃惡魔Mk-II(イエローデビルMk-II)
出自洛克人3的頭目，除眼睛外皆與最初的黃惡魔無異。
為本作「金屬之心」的重要角色，電子頭腦由威利從垃圾場撿回來的玩具機器人改造而來，不會走路而是如同嬰兒般用爬的，絲毫不聽從威利的命令，只會發出聲音為與上一代Mk-I字母相反的「Mm…」。
因為電子頭腦為現在的馬薩電腦所製造，所以認定馬薩電腦為自己的親生母親，為了與自己的「母親」相見而從威利基地逃脫。最後與母親見面時被陰影人破壞掉。
事件過後電子頭腦奇蹟似的沒有受損，與馬薩一起作為公園的管理中心。
複製洛克人(コピーロックマン)
出自『洛克人 (1987年游戏)』的頭目角色，在本作中則改為『洛克人6』中發生的故事。在「史上最強之敵」中登場，在故事中相當活躍，在本作中與正牌的洛克人同為主角。
威利利用自己製作的三次元立體複製系統掃描洛克人後所複製出來的複製機器人，內藏著威利的標誌。擁有比本尊更強的戰鬥力，但經歷的長時間的戰鬥後身體逐漸開始不堪負荷。
因為被複製時同時保留了本體的記憶，所以看到洛克人本尊時便以為他是假的，而在性能優勢下打倒洛克人本尊後，更進一步認定自己是真正的洛克人。之後靠著原先一併複製過來的記憶阻止了威利第六次征服世界的計畫。但擊倒威利後反而認為人類才是破壞世界和平的元兇，於是便開始作亂。
在反亂之後與復活的洛克人本尊對峙，在戰鬥中意外發現自己才是「假的」，因而開始自暴自棄，在聽了暗影人的建議後便開始思考自己究竟是誰，而為了證明洛克人本尊和萊特的清白，便與佛魯迪開始對決以吸引洛克人一夥的注意，但因身體遠超負荷而不敵佛魯迪。最後在眾人的呼喊下，用最後的力量抱住佛魯迪，在空中自爆身亡。
與洛克人本尊的差別在除了擁有MXN編號機器人的武器及身上的威利標誌外，還有以下特徵。
- 眼神不一樣
- 性格較為凶暴
- 第一人稱的自稱不同
- 洛克砲在左手

CPS的工作人員(CPSのスタッフ)
在本作任職全國電視網的工作人員們，由人類與機器人混編而成。
初登場於洛克人進行曲的史上最強之敵，本作主要是由負責突撃採訪的女性型機器人普拉姆、持有飛行能力的瑞波特和負責做解說的傑斯特這三位機器人來登場。
當中的傑斯特在「熱火輪」中曾展現出為了收視率不惜利用潛入比賽想在賽車中搞破壞的威利博士來當做轉播賣點的一面，被形容為「只要有收視率什麼都好的可悲媒體人個性」
黑暗人I、II、III、IV（ダークマンI、II、III、IV）
在『洛克人5』登場的布魯斯城的頭目四人組。本身沒有編號。他們四個跟打工戰隊一樣四處兼職，從送報紙到超商店員都做過。常常只是出來給其他人當做攻擊目標的可憐雜魚。常常一出來就被打到只剩頭部。
黑暗人I為戰車型，下半身是戰車輪，雙手裝有破壞砲的重火力型。弱點就是不能跳。總是說些歪理。
黑暗人II是原型機，沒有武器，但是有電磁護盾。沒有主見又常在不對的時間說不對的話的白目。當四人被打倒只剩頭的時候他一定是唯一頭頂朝下的那個。
黑暗人III是裝備大砲手臂的狙擊手型，胸口有圓環射線可以暫時麻痺機器人。四人當中唯一一個有常識又很認真工作的人。因為常常不知道該說什麼所以很沉默寡言。
黑暗人IV是黑暗人II改良的完全型，可以調整身體零件密度，最小化時可以用特製外裝變成假的布魯斯，但是圍巾跟腳的形狀，還有口哨聲全都露了餡。因為臉是外裝的，所以只有冷笑的表情。如果被火燒掉外裝就會暴露真面目。在「熱火輪」中因為欠了一屁股債而參加賽車想用獎金還債，結果被渦輪人揭穿真面目。是黑暗人的首領，可是自大又頭腦簡單四肢發達，根本就沒有領導的才能。

## 單行本
舊版
1. ISBN 978-4063218022
2. ISBN 978-4063218367

復刻版
1. ISBN 978-4757712805
2. ISBN 978-4757713338
3. ISBN 978-4757713918

完全版
1. ISBN 978-4904293218
2. ISBN 978-4904293225